# No. 313 Squadron RAF
| 313. Jagdstaffel der RAF              | 313. Jagdstaffel der RAF                                            |
| ------------------------------------- | ------------------------------------------------------------------- |
| 313. československá stíhací peruť RAF |                                                                     |
| № 313 (Czechoslovak) Fighter Squadron |                                                                     |
|                                       |                                                                     |
| Motto:                                | Jeden jestřáb mnoho vran rozhání Ein Habicht vertreibt viele Krähen |
| Code:                                 | RY                                                                  |
| Entstanden:                           | 10. Mai 1941, Catterick                                             |
| Aufgelöst                             | 22. September 1945, Brünn                                           |

Das 313. Jagdstaffel war einer der vier RAF-Luftverbänden der tschechoslowakischen Exilarmee, die als Einheiten der Royal Air Force (RAF) an den Kämpfen der britischen Luftwaffe während des Zweiten Weltkriegs in Europa teilnahmen. Die Staffel leistete einen bedeutenden Beitrag in der Luftschlacht um England.

## Geschichte
Die 313. Jagdstaffel war die vierte aller tschechoslowakischen Staffeln der Royal Air Force, die sich in Großbritannien formierte und an den Kämpfen teilgenommen hatte. Sie entstand am 10. Mai 1941 in Catterick, Richmondshire (North Yorkshire), aus Angehörigen der tschechoslowakischen Luftwaffe, die nach der Besetzung ihres Landes durch die Wehrmacht nach Frankreich flohen und dort Dienst taten. Nach dem Zusammenbruch Frankreichs kamen sie schließlich nach England.
Ab August 1941 patrouillierte die Staffel im Luftraum von Frankreich. Im Mai 1942 wurde sie in Exeter zusammen mit der 312. und 313 Staffel zum tschechoslowakischen Geschwader formiert. Ende 1943 wurden die tschechoslowakischen Jagdstaffeln in die 84. Gruppe der 2. Taktischen Luftflotte (2nd Tactical Air Force – TAF) eingegliedert, um an der geplanten Operation Overlord – an der Invasion in der Normandie – teilzunehmen; im Juni 1944 unterstützte die 33. Staffel die Landung der Truppen in der Normandie. Im Juli 1944 wurde die Staffel nach Schottland verlegt und beteiligte sich an der Verteidigung der Bucht Scapa Flow im Orkney-Archipel, wo sich der Hauptstützpunkt der britischen Flotte befand. Ab Oktober 1944, nach einem Umzug nach Ostengland, eskortierte sie britische und US-amerikanische Bomberverbände nach Deutschland im Rahmen sogenannter „Round-the-Clock“-Attacken und unternahm Angriffe in den Niederlanden.
Infolge der Verluste wurden insbesondere zu Ende des Krieges auch einige Piloten anderer Nationen aufgenommen. Zu den Erfolgen der Staffel zählen 12 bestätigte und 8 wahrscheinliche Abschüsse sowie 16 beschädigte feindliche Flugzeuge.
Im August 1945 wurde die Staffel in die Tschechoslowakei verlegt, wo sie am 15. Februar 1946 als eine Einheit der RAF aufgelöst wurde und zum Bestandteil der neuen tschechoslowakischen Luftstreitkräfte wurde.

## Übersichten

### Stützpunkte
Die 313. Staffel flog ihre Einsätze aus folgenden Stützpunkten:
| - Catterick, Yorkshire, 10/05/41 - Leconfield, Yorkshire, 01/07/41 - Portreath, Cornwall, 26/08/41. - Hornchurch, Essex, 15/12/41 - Fairlop, Essex, 29/04/42 - Church Stanton, Somerset, 28/06/42 - Peterhead, Aberdeenshire, 28/06/43 - Hawkinge, Kent, 21/08/43 - Ibsley, Hampshire, 18/09/43 - Ayr, Ayrshire, 10/01/44 | - Ibsley, Hampshire, 20/01/44 - Mendlesham, Suffolk, 20/02/44 - Appledram, Sussex, 04/04/44 - Tangmere, Sussex, 22/06/44 - Lympne, Kent, 04/07/44 - Skeabrae, Orkney, 11/07/44 - North Weald, Essex, 04/10/44 - Bradwell Bay, Essex, 29/12/44 - Manston, Kent, 27/02/45 |

Am 24. August 1945 wurde die Staffel in die Tschechoslowakei verlegt und in Praha-Ruzyně stationiert, ab dem 22. September in České Budějovice.

### Flugzeuge

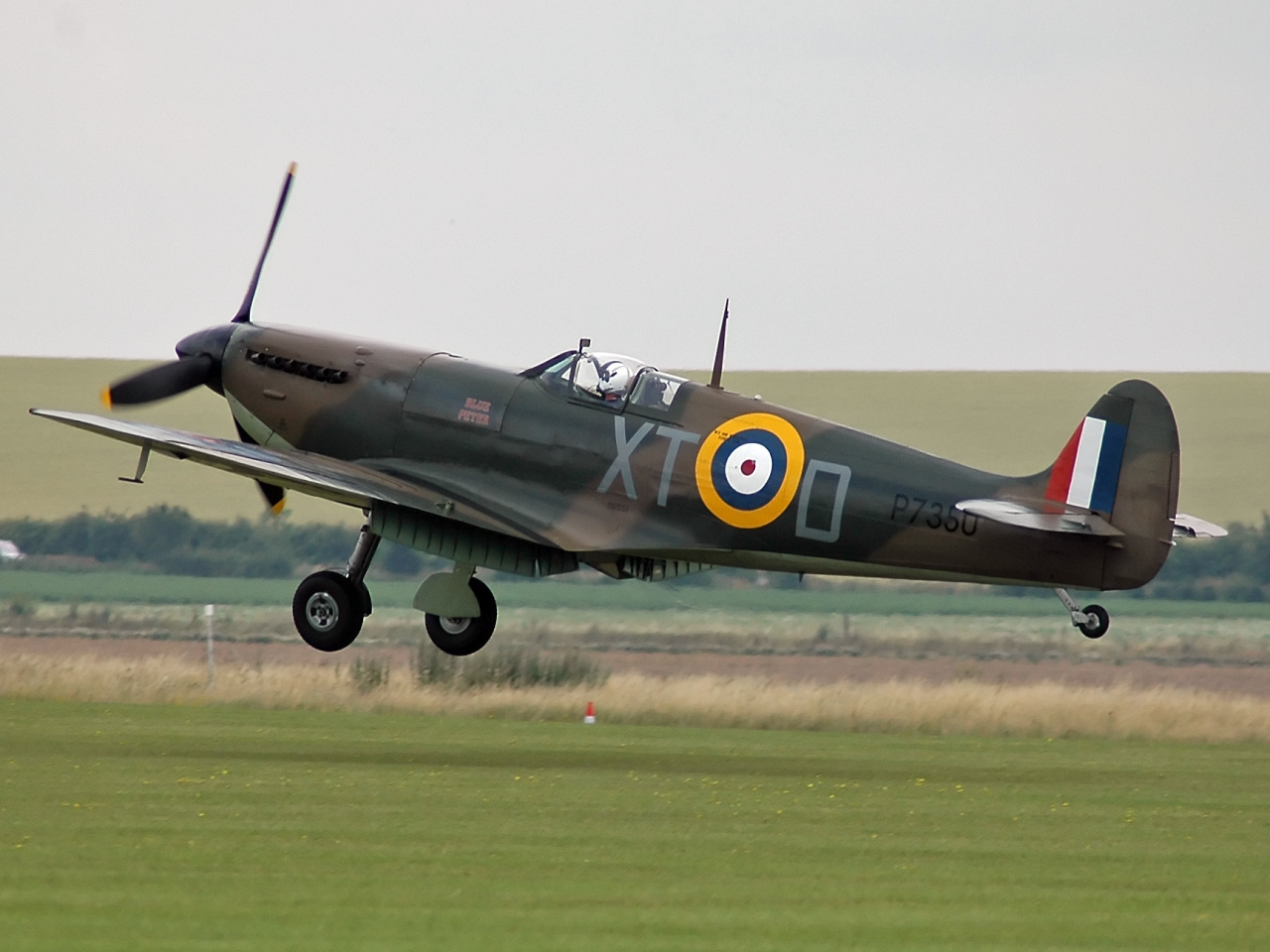
Spitfire IIA

Die Staffel wurde mit verschiedenen Typen der Jagdflugzeuge Supermarine Spitfire ausgestattet:
- Supermarine Spitfire IA, IIA, VB, VC, HF VI, LF IXC, LF IXE, HF IX, VB, HF VII, F IX, HF IX, LF IXE

### Personal und Verluste
Von den 9 Kommandeuren der 313. Staffel waren ein Brite, von den 9 Kommandeuren des Schwarms A waren ein Brite und von den 11 Kommandeuren des Schwarms B waren zwei Briten. Die Verluste am Personal der 313. Staffel der RAF während des Krieges betrugen 25 Personen.
Kommandanten der Gesamtstaffel
| Josef Jaške           | 20.07.1941 – 15.12.1941 |
| Gordon L. Sinclair *) | 10.5.1941 – 24.09.1941  |
| Karel Mrázek, DFC     | 15.12.1941 – 26.06.1942 |
| Jaroslav Himr         | 26.06.1942 – 24.09.1943 |
| František Fajtl, DFC  | 24.09.1943 – 31.01.1944 |
| Václav Bergman, DFC   | 31.01.1944 – 22.05.1944 |
| Alois Hochmal         | 22.05.1944 – 01.09.1944 |
| Karel Kasal           | 01.09.1944 – 15.11.1944 |
| Otmar Kučera, DFC     | 15.11.1944 – ČSR        |

Kommandanten des Schwarms „A“
| Karel Mrázek              | 15.05.1941 – 15.12.1941 |
| John L. Kilmartin, DFC *) | 04.06.1941 – 25.06.1941 |
| František Fajtl           | 15.12.1940 – 27.04.1942 |
| František Vancl           | 27.04.1942 – 21.05.1942 |
| Václav Hájek              | 21.05.1942 – 01.10.1942 |
| Jaroslav Muzika           | 01.10.1942 – 07.08.1943 |
| Alois Hochmal             | 07.08.1943 – 21.05.1944 |
| Václav Slouf              | 21.05.1944 – 30.09.1944 |
| František Masařík         | 30.09.1944 – ČSR        |

Kommandanten des Schwarms „B“
| Jan Čermák          | 19.05.1941 – 21.07.1941 |
| Thomas W. Gillen *) | 03.06.1941 – 15.09.1941 |
| Stanislav Fejfar    | 21.07.1941 – 20.03.1942 |
| Karel Vykoukal      | 20.03.1942 – 13.04.1942 |
| Stanislav Fejfar    | 13.04.1942 – 17.05.1942 |
| Václav Raba         | 17.05.1942 – 01.10.1942 |
| Bohuslav Kimlička   | 01.10.1942 – 01.01.1943 |
| Václav Bergman      | 01.01.1943 – 01.09.1943 |
| Otmar Kučera, DFC   | 01.09.1943 – 01.05.1944 |
| Ronald Wood, DFC *) | 01.05.1944 – 28.02.1945 |
| Karel Zouhar        | 28.02.1945 – ČSR        |

*) Den tschechoslowakischen Kommandanten wurden zeitweilig britische Offiziere zur Seite gestellt, welche die Kommunikation mit den übergeordneten Befehlsstrukturen gewährleisten sollten.